# Pristaulacus resutorivorus
Pristaulacus resutorivorus är en stekelart som först beskrevs av John Obadiah Westwood 1851.  Pristaulacus resutorivorus ingår i släktet Pristaulacus och familjen vedlarvsteklar. Inga underarter finns listade i Catalogue of Life.